# Dundas Strait
Dundas Strait är ett sund i Australien. Det ligger i territoriet Northern Territory, omkring 150 kilometer nordost om territoriets huvudstad Darwin.